# 卢瓦尔河畔沙马利耶尔
卢瓦尔河畔沙马利耶尔（法語：Chamalières-sur-Loire，法語發音：[ʃamaljɛʁ syʁ lwaʁ]）是法国上卢瓦尔省的一个市镇，属于勒皮区。

## 地理
卢瓦尔河畔沙马利耶尔（45°12'4"N, 3°59'8"E）面积13.4 平方千米，位于法国奥弗涅-罗讷-阿尔卑斯大区上盧瓦爾省，该省份为法国中南部省份，北起多姆山省和卢瓦尔省，西接康塔爾省，南至洛泽尔省，东临阿尔代什省。
与卢瓦尔河畔沙马利耶尔接壤的市镇（或旧市镇、城区）包括：博略、梅泽尔、勒图尔纳克、罗什昂雷尼耶、罗西耶尔、沃雷。

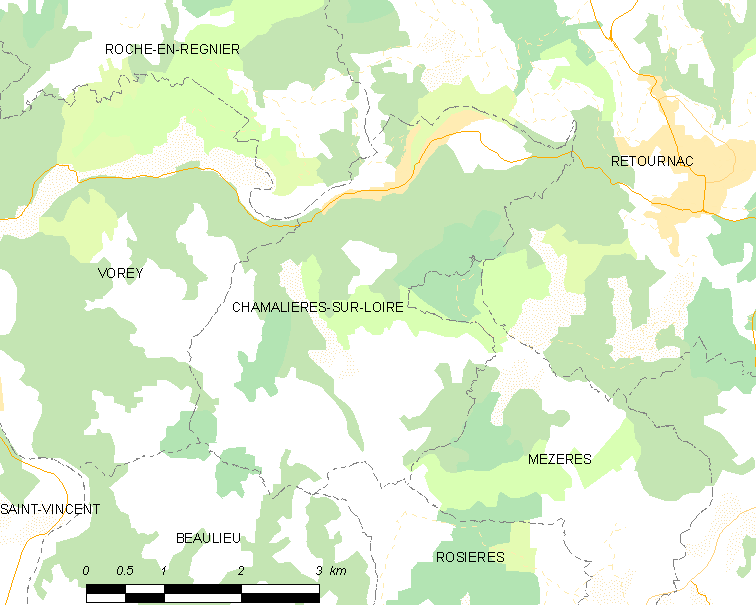
卢瓦尔河畔沙马利耶尔的OSM定位图

卢瓦尔河畔沙马利耶尔的时区为UTC+01:00、UTC+02:00（夏令时）。

## 行政
卢瓦尔河畔沙马利耶尔的邮政编码为43800，INSEE市镇编码为43049。

## 政治
卢瓦尔河畔沙马利耶尔所属的省级选区为昂布拉韦-梅加勒县。

## 人口

1962-2008年间卢瓦尔河畔沙马利耶尔人口变化图示

卢瓦尔河畔沙马利耶尔于2022年1月1日时的人口数量为517人。